# RoboCop: Rogue City
RoboCop: Rogue City é um jogo eletrônico de tiro em primeira pessoa com elementos profundos de RPG de ação, desenvolvido pelo estúdio polonês Teyon e publicado pela Nacon. Lançado em 2 de novembro de 2023, o jogo é um capítulo canônico situado entre os filmes RoboCop 2 (1990) e RoboCop 3 (1993), expandindo o universo da franquia. Aclamado por sua fidelidade ao material original, o jogo trouxe de volta o ator Peter Weller para dublar e fornecer a captura facial de Alex Murphy para o RoboCop, oferecendo uma experiência autêntica e imersiva na Velha Detroit distópica.

## Análise Detalhada do Enredo
A narrativa de Rogue City é estruturada em atos que representam dias de patrulha, desvendando uma conspiração que ameaça Detroit e a essência de RoboCop.
Ato I: O Surgimento do "Novo Cara"
A trama inicia com RoboCop enfrentando uma invasão armada no estúdio do Canal 9, liderada por um grupo anarquista. O líder menciona o "Novo Cara", um misterioso chefe do crime unificando as gangues. Na delegacia de Metro West, RoboCop interage com a Oficial Anne Lewis e o Sargento Reed, enquanto lida com "falhas" — visões de sua vida passada como Alex Murphy. Sob ordens da Omni Consumer Products (OCP), ele passa por sessões com a psicóloga Dra. Olivia Blanche, explorando sua humanidade. A busca pelo "Novo Cara" leva a um fliperama abandonado, onde RoboCop enfrenta Wendell Antonowsky, irmão de Emil Antonowsky, do filme original, movido por vingança contra a OCP.
Ato II: A Conspiração do Projeto Pós-Vida
As falhas de Murphy intensificam-se, e as sessões de terapia tornam-se um espaço onde o jogador define sua identidade através de escolhas de diálogo. A investigação revela que Wendell está ligado ao ressurgimento da droga "Nuke" e a Ulysses, um ex-executivo da OCP. RoboCop e Lewis descobrem o "Projeto Pós-Vida", uma iniciativa da OCP para alcançar imortalidade digital por meio de transferência de consciência, usando o cérebro de Murphy como protótipo.
Ato III: Confronto na Torre da OCP
O CEO da OCP, o "Velho", transfere sua consciência para um corpo RoboCop 2 (modelo Cain). RoboCop invade a Torre da OCP, enfrentando Antonowsky e, no clímax, o "Velho". A batalha reflete a luta de Murphy entre sua humanidade e sua programação. O jogador escolhe entre poupar, apagar ou abandonar a consciência do "Velho", definindo o desfecho. O epílogo conecta a narrativa a RoboCop 3, com a aquisição da OCP pela Kanemitsu.

## Análise de Personagens
- RoboCop / Alex Murphy (Voz de Peter Weller): O conflito interno de Murphy é central, com sua performance capturando a melancolia de um homem preso em uma máquina.[11]
- Oficial Anne Lewis: A parceira de Murphy é sua conexão com a humanidade, desafiando a desumanização imposta pela OCP.[12]
- O Velho: O CEO da OCP simboliza a ganância corporativa, buscando imortalidade a qualquer custo.[13]
- Wendell Antonowsky: Um vilão carismático que reflete o caos de Detroit, conectado ao passado criminoso da cidade.[14]

## Análise Temática e Sátira Social
- Sátira Corporativa e Crítica da Mídia: O jogo mantém a sátira de Verhoeven, com comerciais do "Media Break" e propaganda da OCP.[15]
- Dualidade Homem-Máquina: As escolhas do jogador nas árvores de habilidades, como "Psicologia", exploram a tensão entre humanidade e programação.[16]
- Justiça, Lei e Moralidade: O sistema de "Confiança Pública" reflete dilemas éticos entre seguir a lei ou agir com compaixão.[17]

## Construção de Mundo e Narrativa Ambiental
A Velha Detroit é um personagem vivo, com distritos de hub mostrando a decadência urbana e a propaganda da OCP. Locais como a Siderúrgica e a Torre da OCP reforçam os temas de desigualdade e corrupção.

## Jogabilidade e Mecânicas
- Loop de Jogabilidade: O ciclo de patrulha combina missões principais, secundárias e interações na delegacia.[20]
- Combate Ponderado: O movimento lento de RoboCop enfatiza tática e poder de fogo.[21]
- Sistema de Habilidades RPG: Árvores de habilidades permitem personalização estratégica.[22]

## Desenvolvimento e Recepção
| Publicação | Nota                                                                |
| ---------- | ------------------------------------------------------------------- |
| Metacritic | - (PC) 72/100 (★★★☆☆) - (PS5) 70/100 (★★★☆☆) - (XSX) 75/100 (★★★★☆) |

Desenvolvido na Unreal Engine 5, o jogo foi elogiado pela autenticidade, mas criticado por falhas técnicas. O retorno de Peter Weller foi um destaque. Comercialmente, vendeu 435.000 unidades nas primeiras duas semanas, sendo o maior lançamento da Nacon.

## Música e Design de Som
A trilha sonora, composta por Draco Nared e Chris Detyna, homenageia Basil Poledouris, combinando orquestra e sintetizadores. O design de som, com os passos pesados de RoboCop e o disparo da Auto-9, é imersivo.